# Steinach, Thüringen
Steinach är en stad och en kommun i Thüringen i Tyskland.
Stadens utveckling är nära sammankopplad med skiffer som utvinns i närheten. Det visas med krittavlan och griffeln som syns i ortens vapensköld. Staden är uppkallad efter ån Steinach som mynnar vid Redwitz i floden Rodach. Historien förklaras i ortens skiffermuseum. Andra betydande industrier är järnproduktion och produktionen av leksaker. I närheten finns det 842 meter höga berget Fellberg som erbjuder under vinter möjligheter till alpin skidåkning, vad som är sällsynt i Thüringen. Vid berget finns bland annat två linbanor. Under sommaren finns vid berget klippor för bergsklättring. Steinach har ett hotel, andra övernattningsställen och en bryggeri.